# Prahran
Prahran ist ein Stadtteil von Melbourne im Bundesstaat Victoria in Australien. Er ist fünf Kilometer von der Innenstadt entfernt. Der Ortsname ist vom Aborigine-Begriff „purraran“ abgeleitet und bedeutet – wegen der Nähe zum Yarra River und Albert Park Lake – „überwiegend von Wasser umgeben“.
Zunächst war Prahran ein Siedlungsgebiet für Farmer, nach dem Goldrausch in den 1850er Jahren wurde es dann zu einer Arbeitersiedlung.